# Wappen des Königreichs Westphalen

Staatswappen

Das Wappen des Königreichs Westphalen geht auf einen Entwurf des französischen Außenministers Charles-Maurice de Talleyrand-Périgord zurück. Talleyrand war am 6. Juni 1807 von Napoleon Bonaparte mit dem Entwurf beauftragt worden.

## Die „schreckliche Menagerie“
Der französische Kaiser soll es als „ménagerie“ – im übertragenen Sinne von Tierpark oder Zoo – bezeichnet haben. Im Gegensatz zur abstrakten und an keinen Vorgängerstaat erinnernden Flagge des Königreichs Westphalen soll Talleyrand sich bemüht haben, im Wappen die Wappentiere aller, zum Teil voneinander grundverschiedener Teile des bunt zusammengefügten Königreichs zu integrieren. Stellvertretend für die ehemaligen Herrschaften und Teilstaaten sind somit ein Pferd, ein Adler sowie acht Löwen und Leoparden verschiedener Couleur enthalten.
Der Herzschild zeigt den napoleonischen Adler, im heraldisch rechten Obereck findet sich das Westfalenross (entspricht dem Sachsenross im heutigen Wappen Niedersachsens), im Herzschild des Teilwappens im linken Obereck der Hessenlöwe.
Wappenbeschreibung: Das Wappen ist geviert und auf liegt ein Herzschild in Blau mit dem napoleonischen goldenen Adler
- Im Feld 1 in Rot ein silbernes Pferd mit goldenem Halsband (Westfalen).
- Das Feld 2 ist wiederum geviert und ein blauer Schild mit dem bunten Hessenlöwen liegt auf:
  - Im Feld 1  zwei laufende goldene Leoparden (Grafschaft Diez),
  - Feld 2 in Gold mit ein silberner sechszackiger Stern im schwarzen Schildhaupt (Grafschaft Ziegenhain).
  - Feld 3 in Gold mit zwei silberne achtzackige Sterne im schwarzen Schildhaupt (Grafschaft Nidda)
  - Feld 4 in Gold ein aufrechter roter blau gekrönter und so bewehrter Löwe (Grafschaft Katzenelnbogen).
- Das Feld 3 hat je acht rot-weißen Ständer und ein goldener Schild zeigt den roten Löwen.
- Feld 4 ist geviert in Rot und Gold:
  - Im Feld 1 zwei goldene Leoparden (Fürstentum Braunschweig)
  - Im Feld 2 ein roter Löwe (Grafschaft Diepholz)
  - Im Feld 3 ein blauer Löwe von bestreuten roten Herzen umgeben (Fürstentum Lüneburg)
  - Im Feld 4 ein goldener Löwe (Grafschaft Lauterberg)

Der Schild, über den in Gold der napoleonische Stern schwebt, ist mit zwei Orden behangen, liegt auf zwei goldenen gekreuzten Zeptern auf und wird vom gekrönten Wappenmantel umgeben. Der hat innen Silber mit Feh und außen in Rot die goldenen Bienen.